# Phyllonorycter alpina
Phyllonorycter alpina là một loài bướm đêm thuộc họ Gracillariidae. Nó được tìm thấy ở Đức đến Italia và từ Pháp đến Ukraina.
Ấu trùng ăn Alnus viridis. Chúng cuộn lá làm tổ. 